# تفسیر نوین
تفسیر نوین یکی از تفاسیر قرآن به قلم محمد تقی شریعتی است. این کتاب توسط موسسه تحقیقات و توسعه علوم انسانی در تهران به چاپ رسیده است.چاپ پنجم آن در تابستان ۶۵ به تعداد ۵۰۰۰جلد به چاپ رسیده است